# Museo Škoda
El Museo Škoda es un museo de vehículos en la ciudad checa de Mladá Boleslav, justo al lado de la planta de fabricación Škoda Auto. El museo exhibe vehículos de Škoda, uno de los cuatro fabricantes de automóviles del mundo con una historia ininterrumpida de más de 100 años. El museo fue remodelado y reabierto en el otoño de 2012.

## Historia
La empresa Laurin & Klement fue fundada el 18 de diciembre de 1895, originalmente como fabricante de bicicletas. En ese momento, Laurin & Klement era el mayor fabricante de bicicletas del país. La producción de motocicletas comenzó en el año de su fundación, y la fabricación de automóviles comenzó en 1905. En 1925, Laurin & Klement se vendió al grupo de la industria pesada Škoda con sede en Pilsen. La rama del automóvil se escindió como empresa estatal después de la Segunda Guerra Mundial. La empresa fue privatizada en 1990 y desde entonces ha sido parte del Grupo Volkswagen como Škoda Auto.

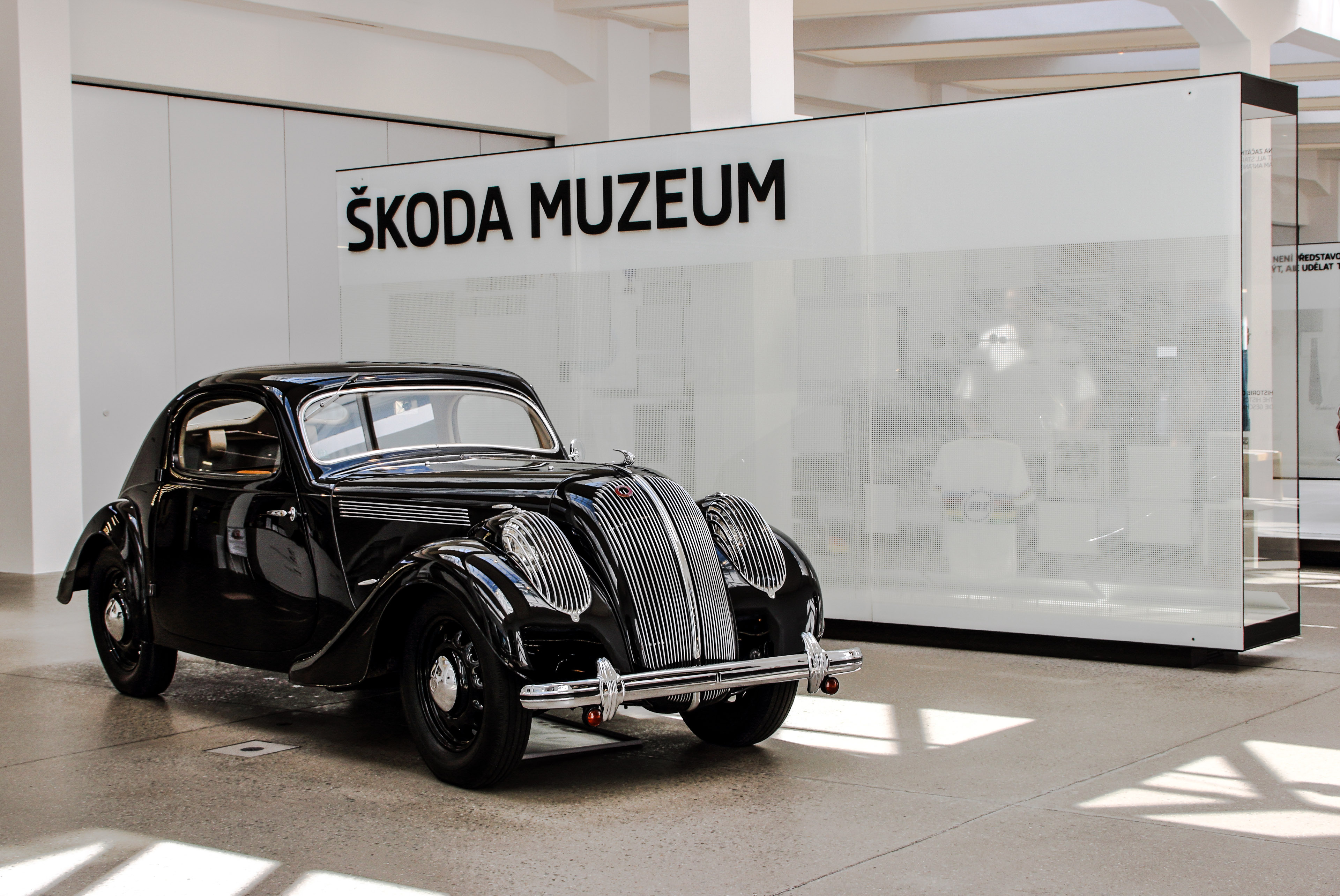
Automóvil Škoda Popular Sport Monte Carlo de 1936

Hasta 2012, el museo estuvo alojado en varias antiguas naves industriales, presentándose sobre todo vehículos del período posterior a 1945. Debido a la falta de espacio, las exhibiciones se intercambiaban repetidamente por modelos guardados en el depósito. La historia inicial de la empresa Laurin & Klement se mostraba en el área de la entrada. Como empresa predecesora de Škoda, fue el productor más importante de bicicletas y más tarde de motocicletas en la región de Bohemia. Las bicicletas producidas, como las motocicletas y los automóviles más tarde, estaban menos equipados con innovaciones técnicas, y era más bien vehículos producidos en masa para los asalariados comunes y corrientes. Las bicicletas estaban destinadas al amplio mercado de masas, no tenían cambios y estaban equipadas con bujes de pedal trasero Fichtel & Sachs, muy  comunes en ese momento. Škoda ha producido un número selecto de modelos de lujo como el Hispano Suiza 25/100 o el Škoda VOS, los cuales también están en exhibición en el museo.

## Exposición actualizada
El edificio forma parte de un complejo fabril de 100 años que se construyó entre 1898 y 1912 y donde se produjeron coches hasta 1926. El edificio todavía estaba en uso industrial en la década de 1970. Después de 9 meses de renovación, el museo reabrió el 26 de noviembre de 2012. Hoy en día, el museo cubre un área de alrededor de 1800 m² en las antiguas salas de producción de Laurin & Klement y muestra 45 automóviles y numerosas exhibiciones individuales.
El antiguo edificio renovado se caracteriza por paredes blancas, parquet de roble y un diseño interior sobrio y claramente estructurado. La exposición se divide en tres áreas temáticas «Tradición», «Evolución» y «Precisión», y se organiza alrededor de una sala de eventos central. La colección incluye alrededor de 300 vehículos, cada restauración toma alrededor de 1800 a 5000 horas.
Desde el 3 de mayo de 2021 es posible realizar visitas virtuales al museo.

## Exposiciones (selección)

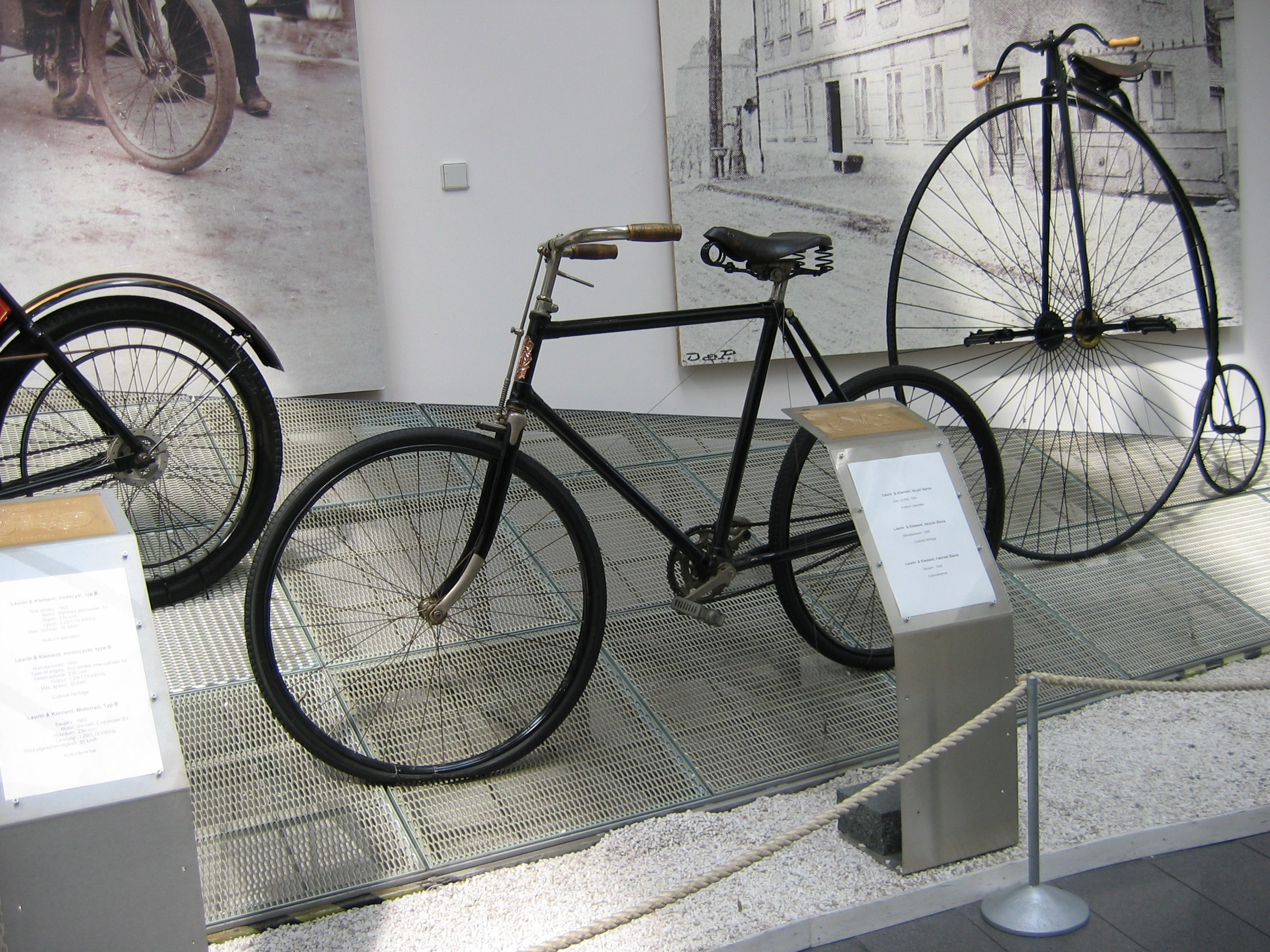
Bicicletas Laurin & Klement
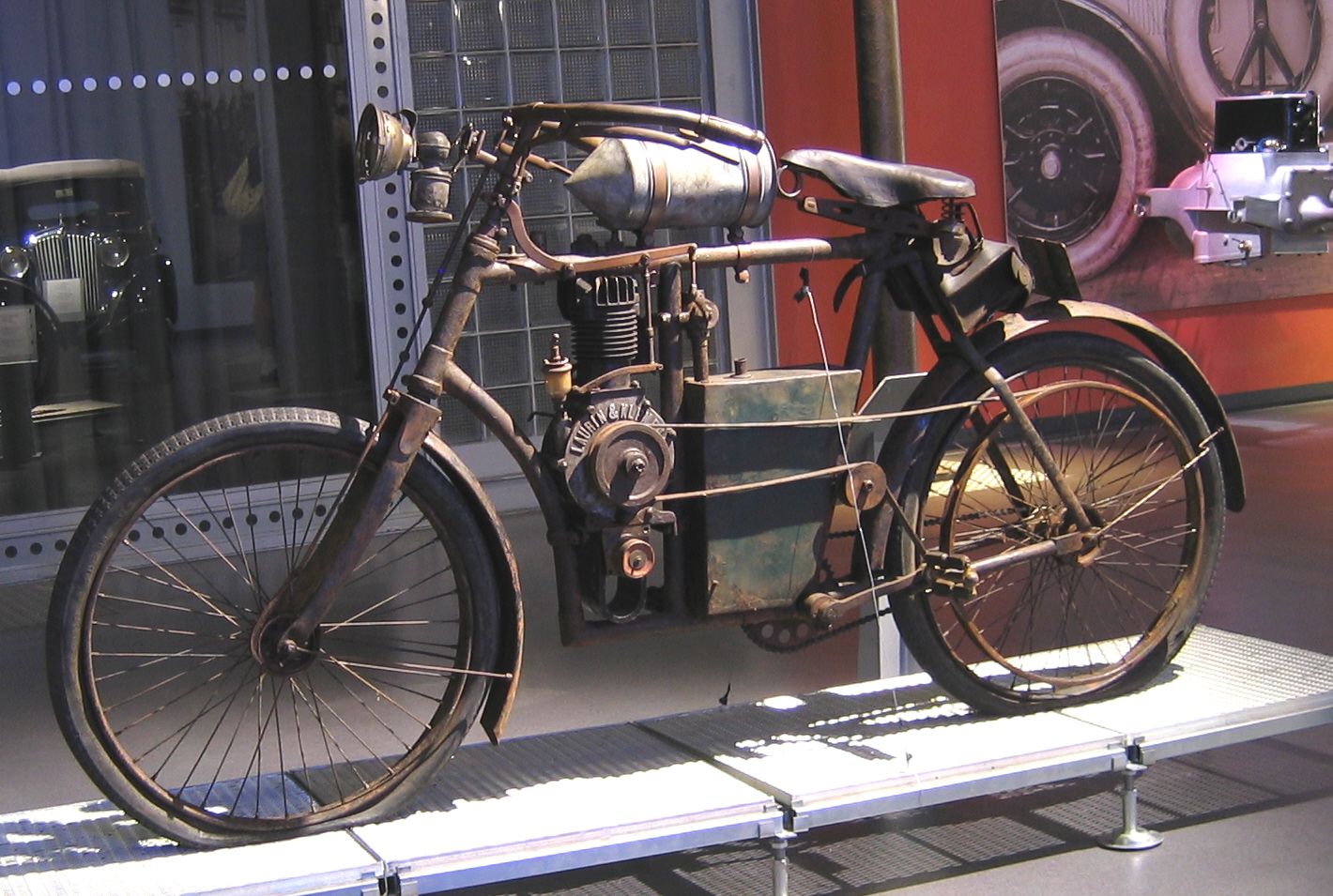
Moto Laurin & Klement
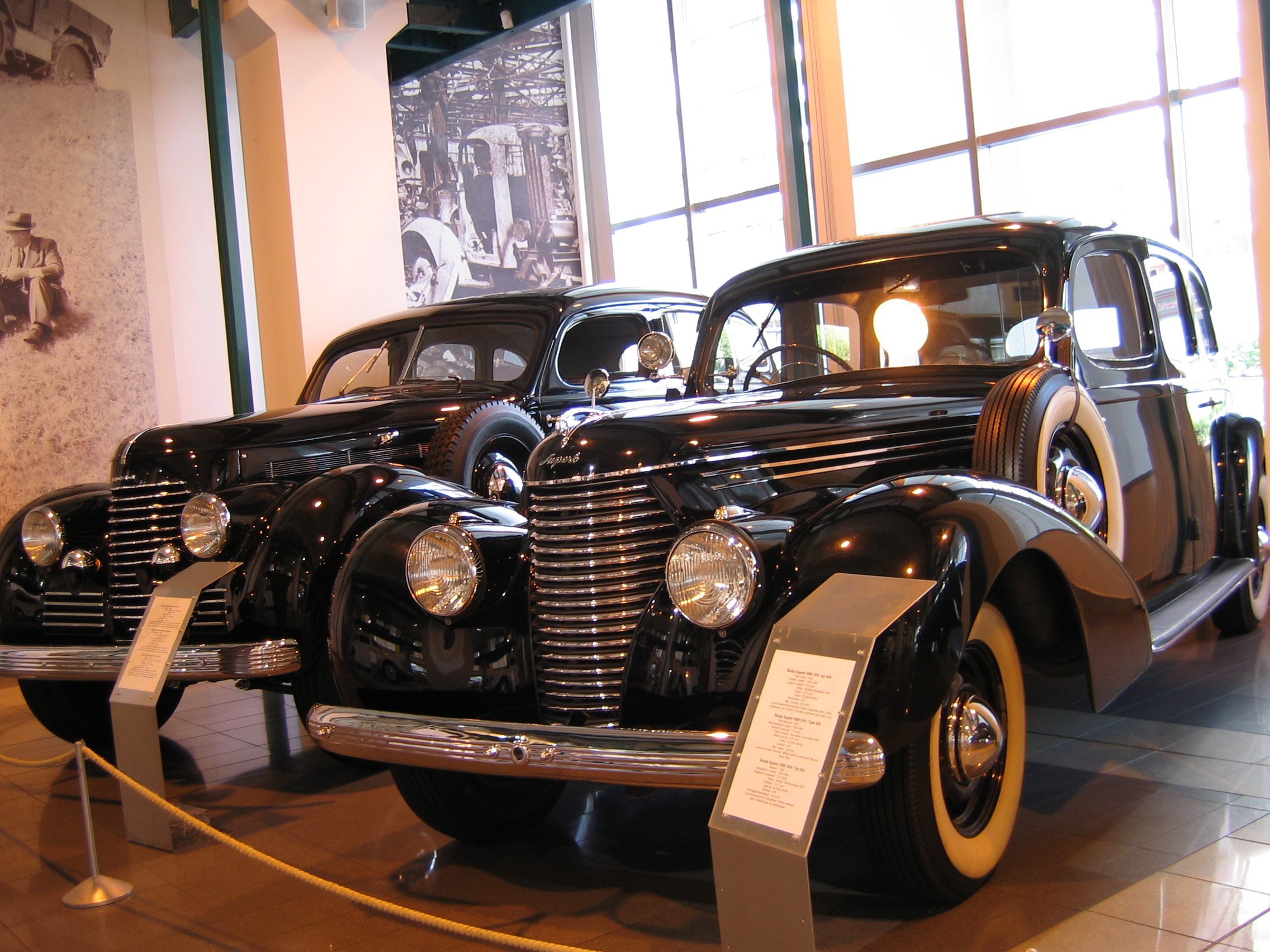
Škoda Superb (1934)
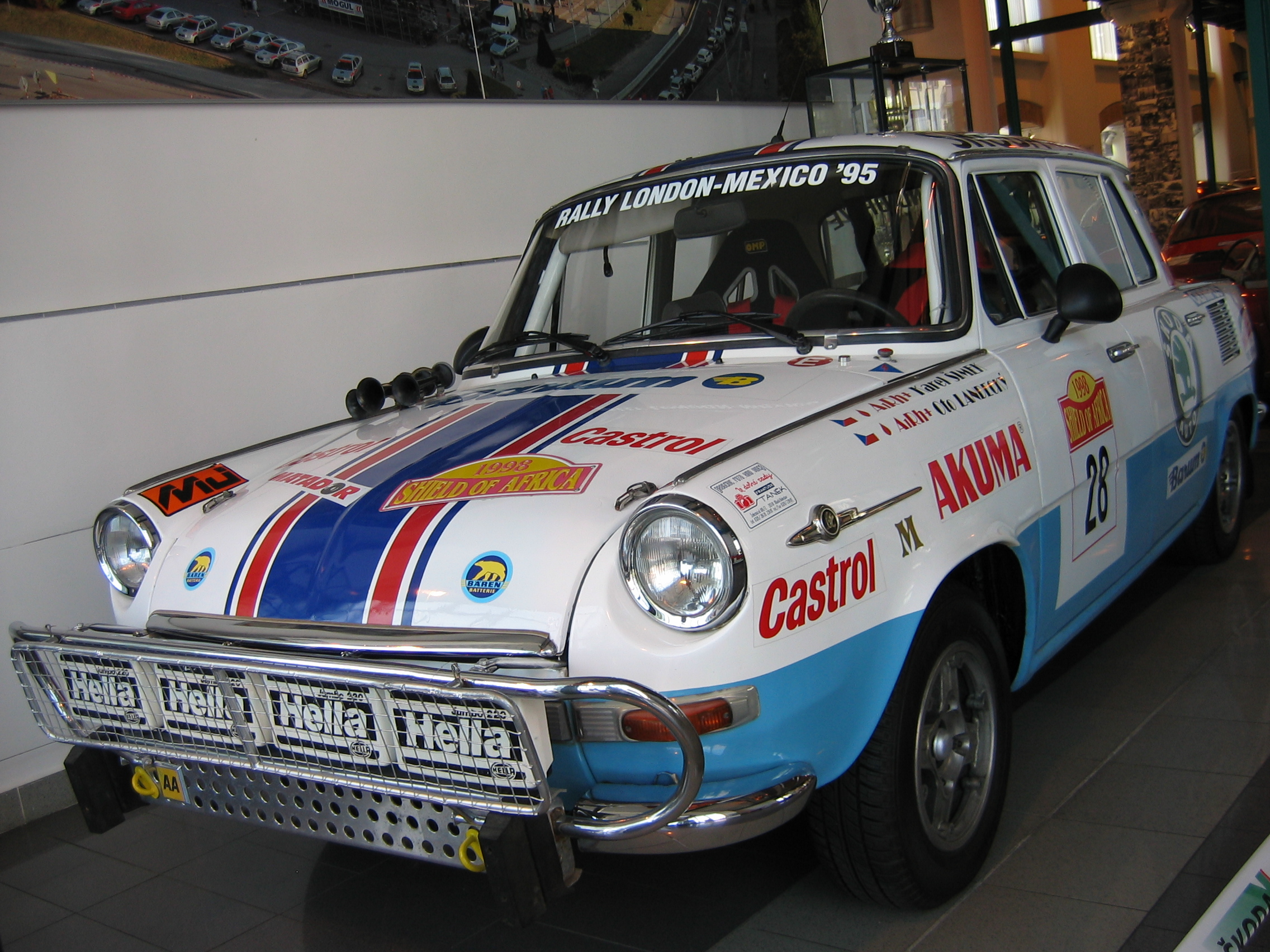
Škoda 1000 MB de rally
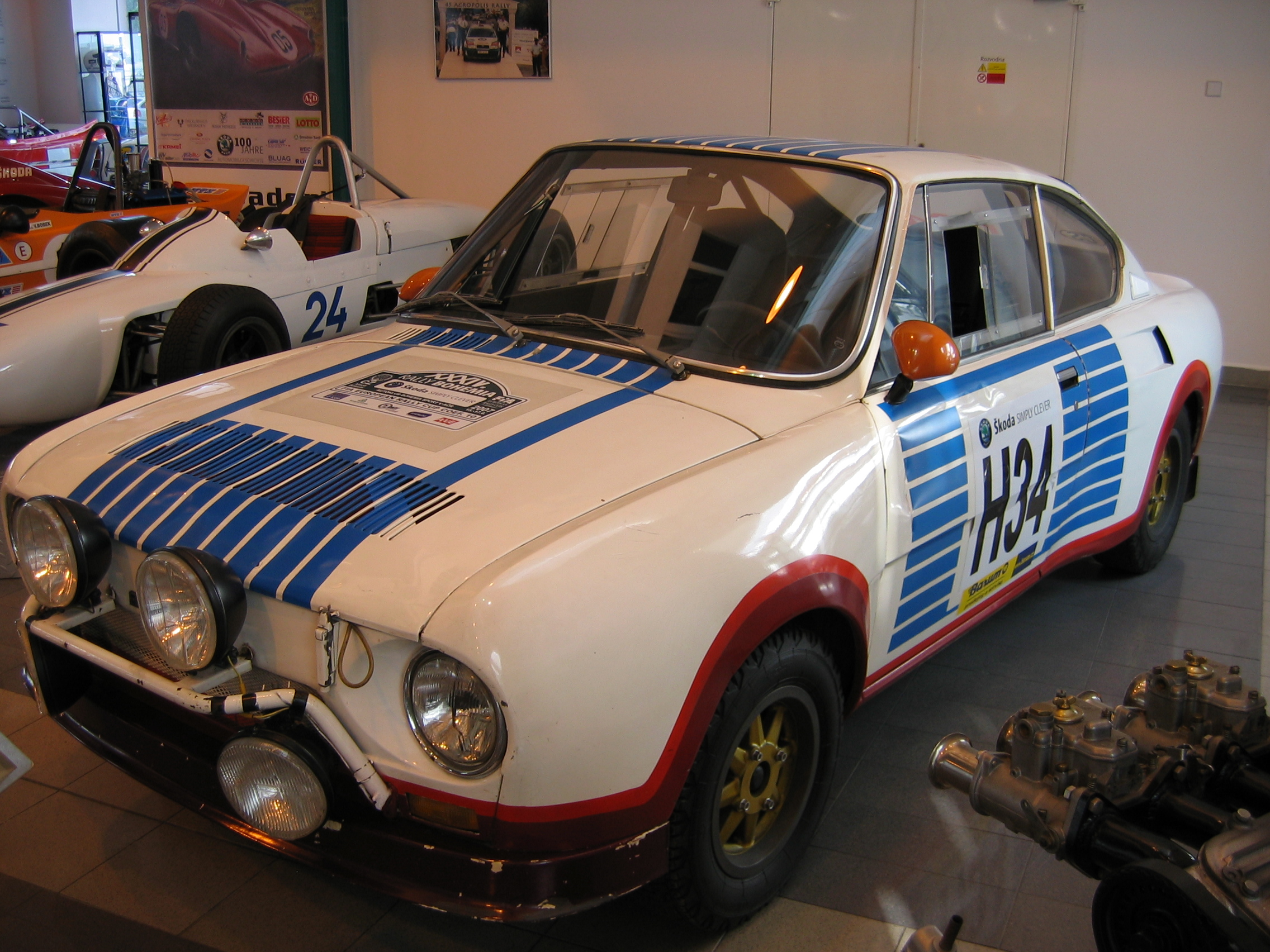
Škoda 110 R
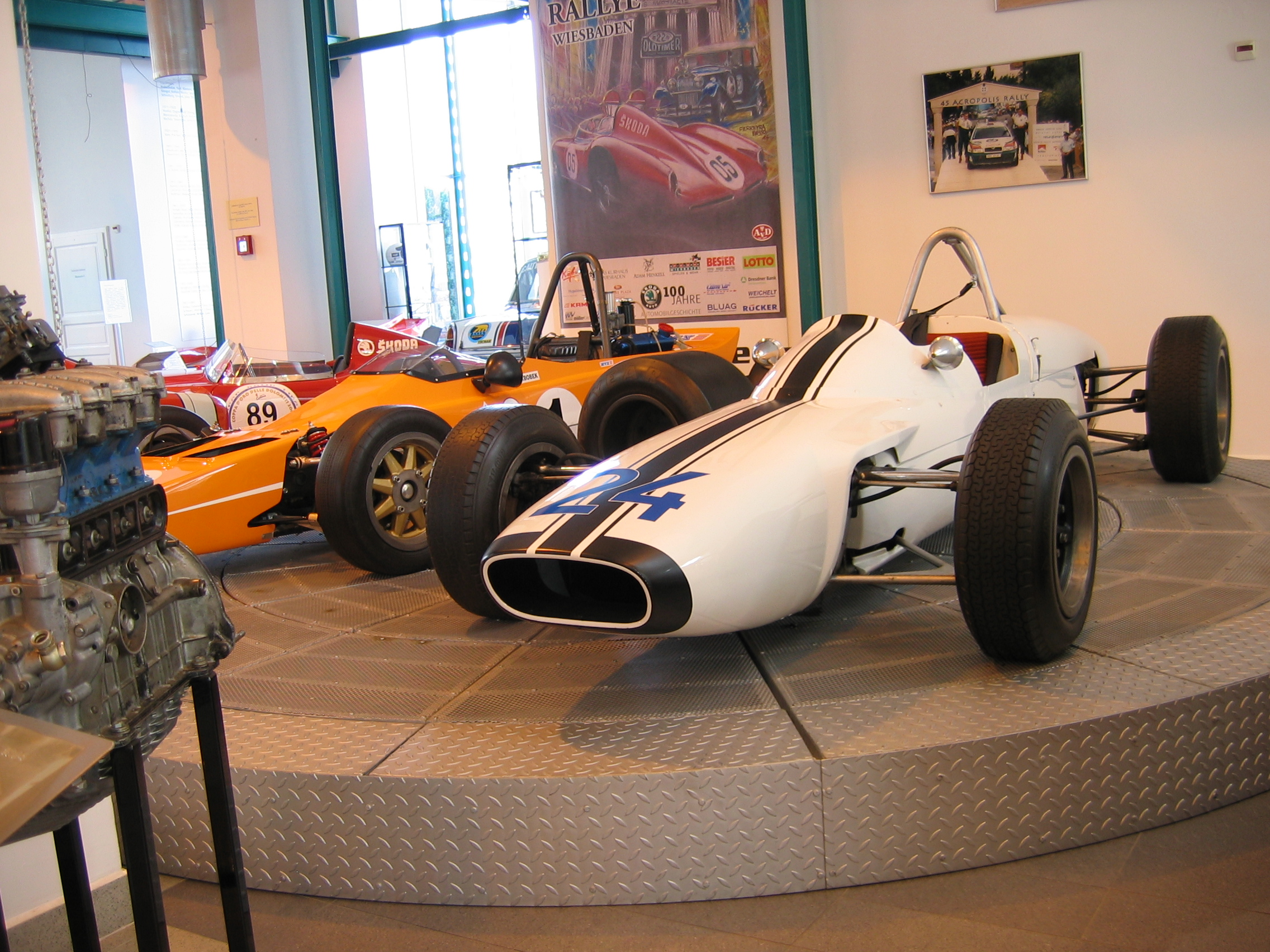
Škoda F3
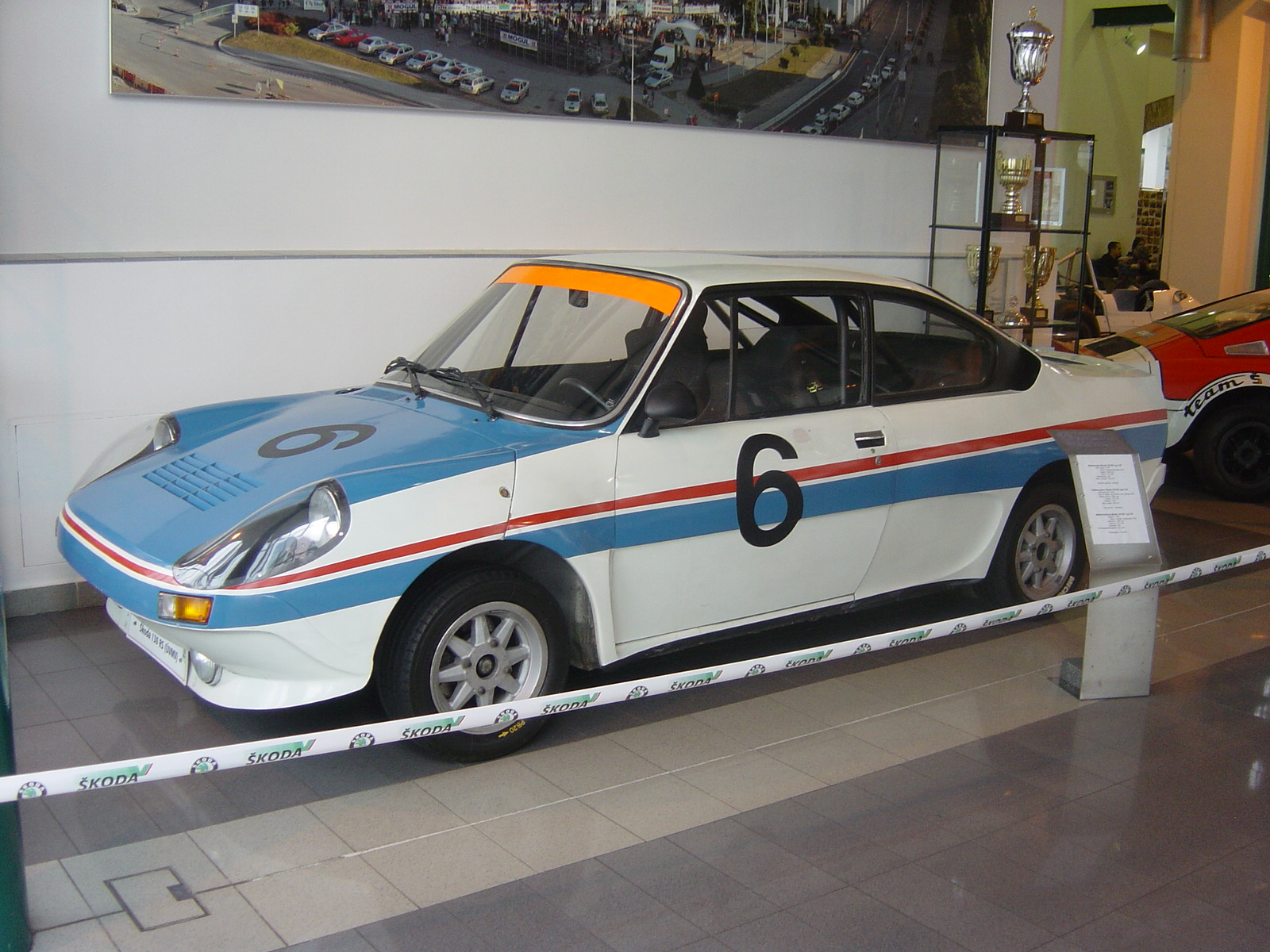
Škoda 130 RS
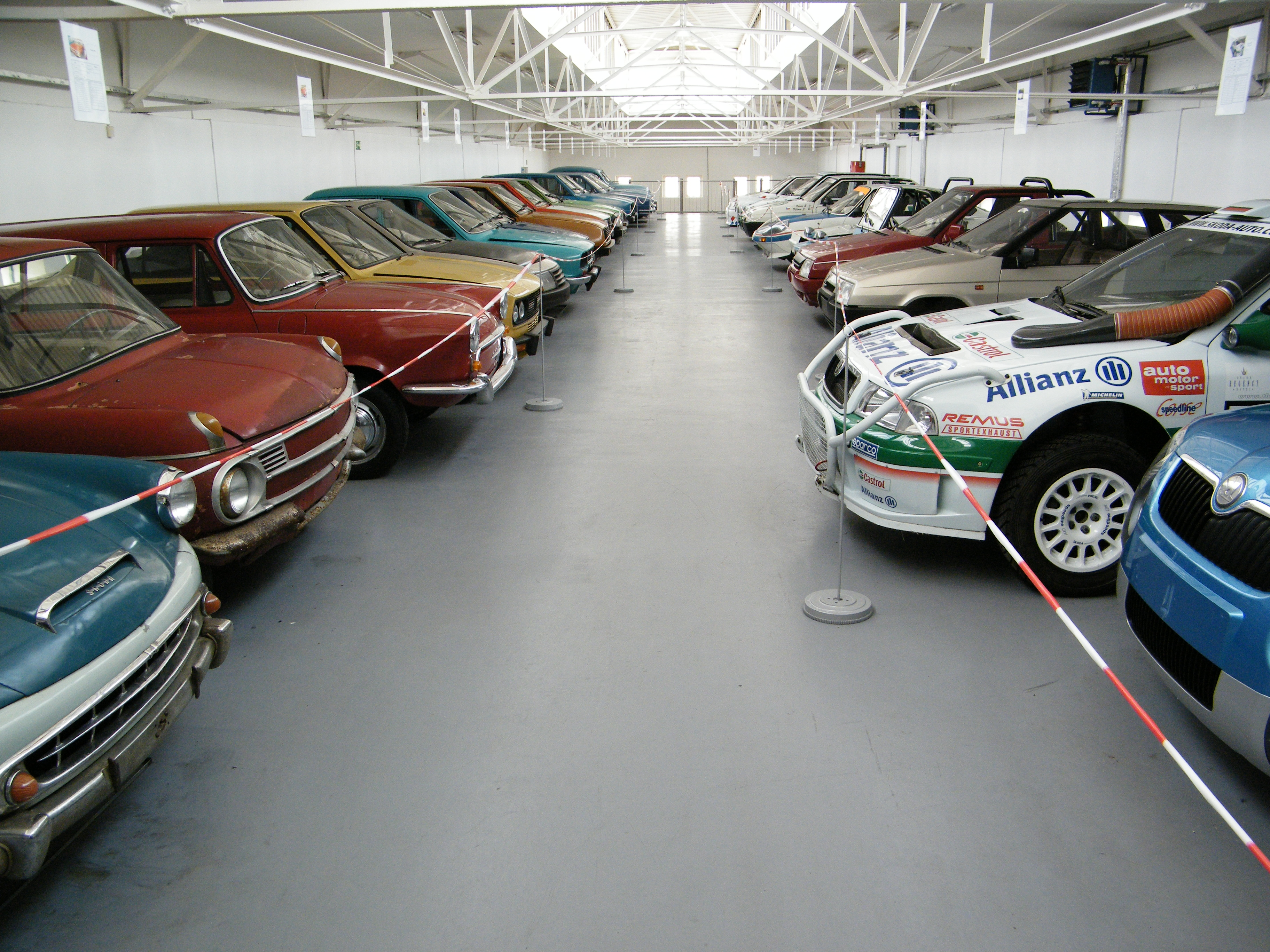
Sala de prototipos del museo
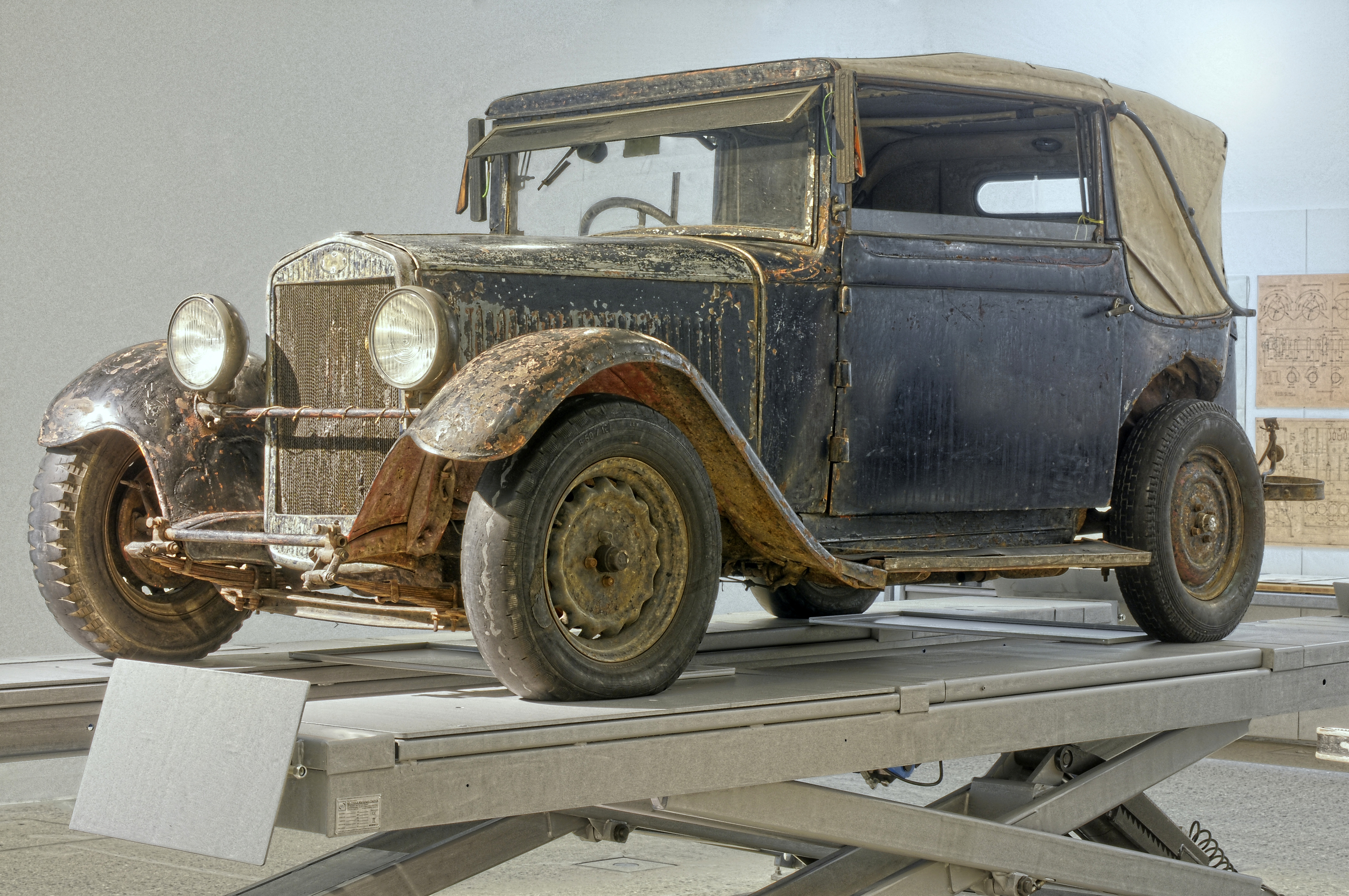
Škoda 422, exhibido como un «hallazgo en un granero»
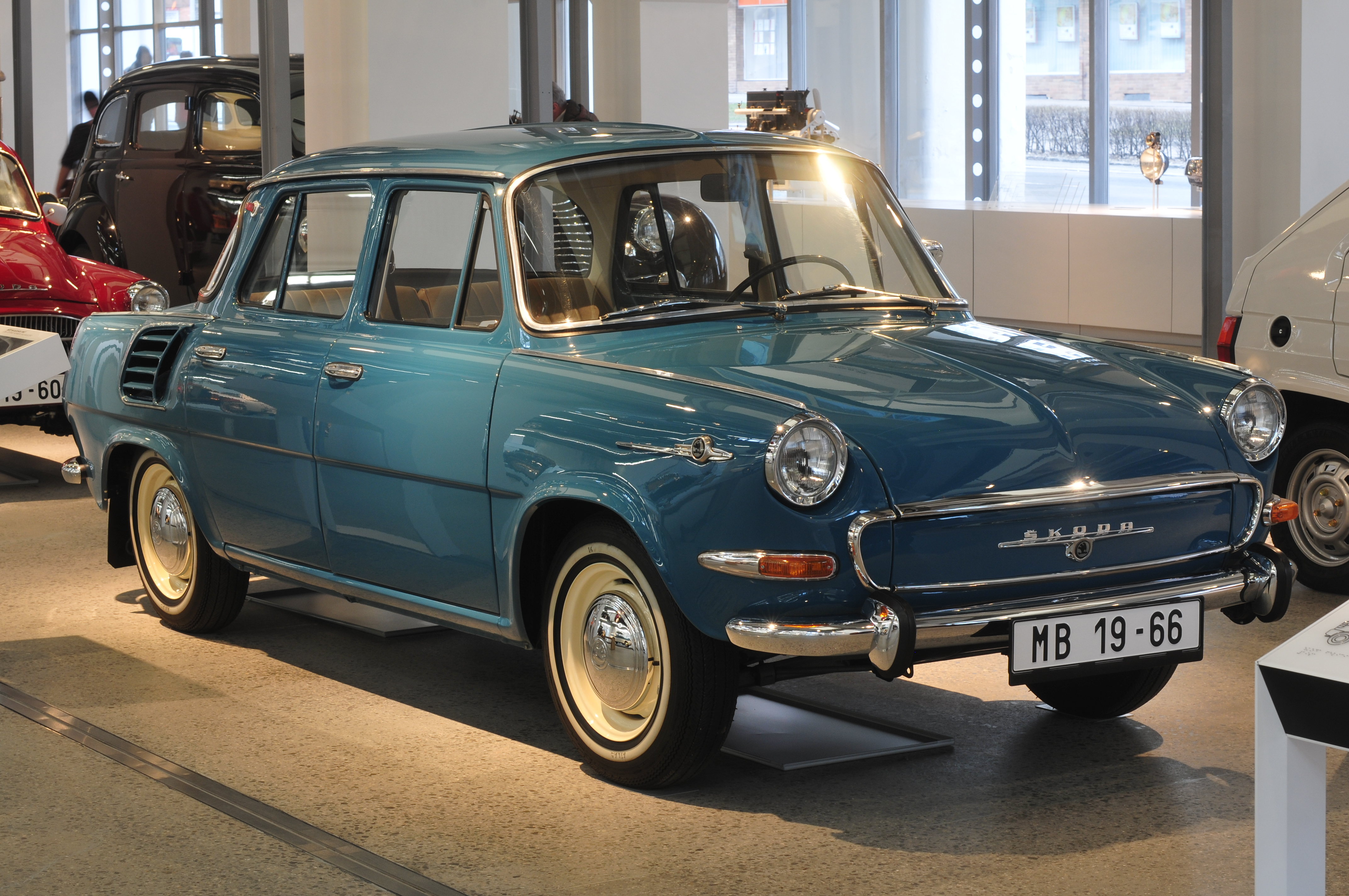
Škoda 1000 MB
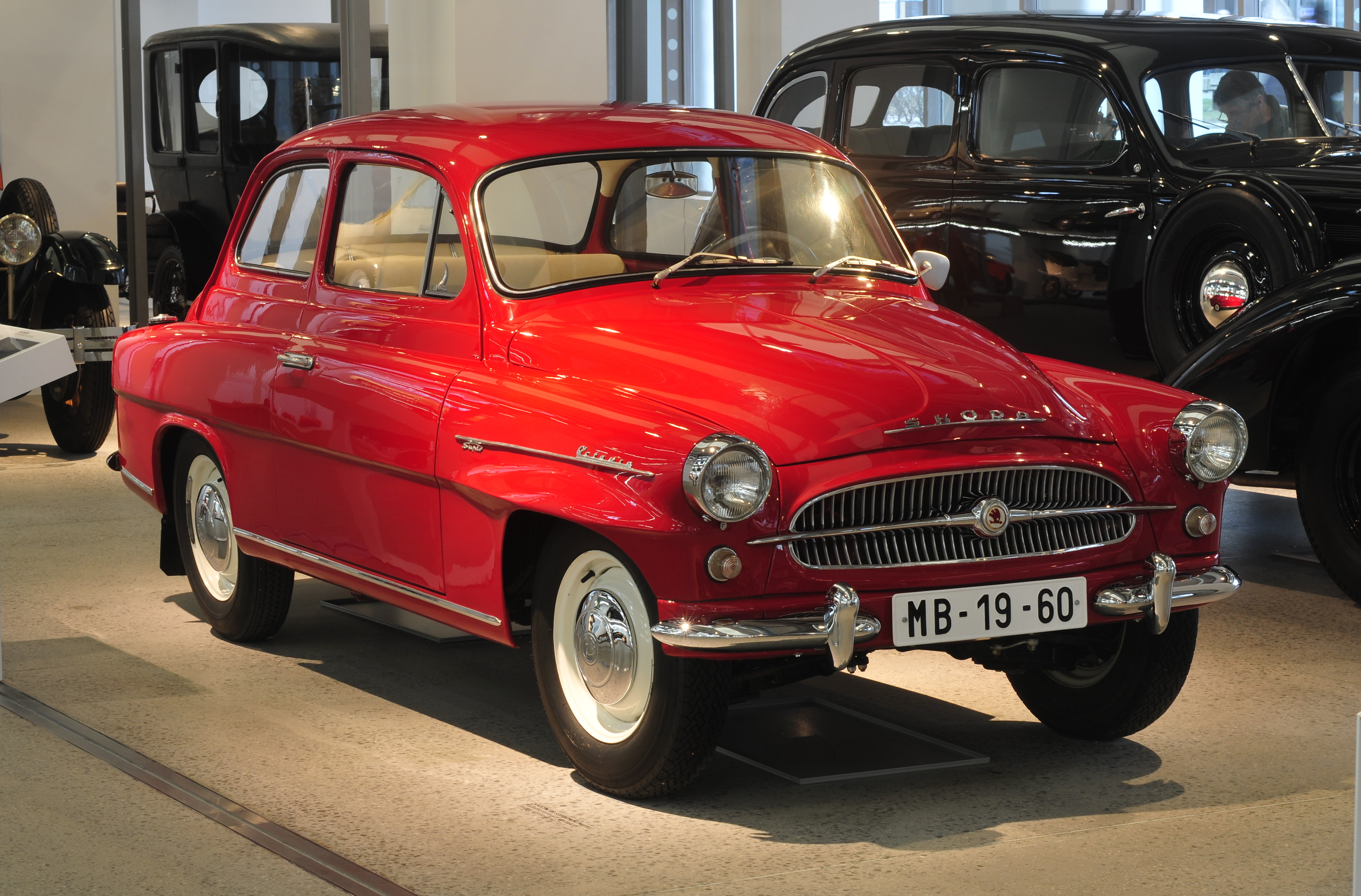
Škoda Octavia
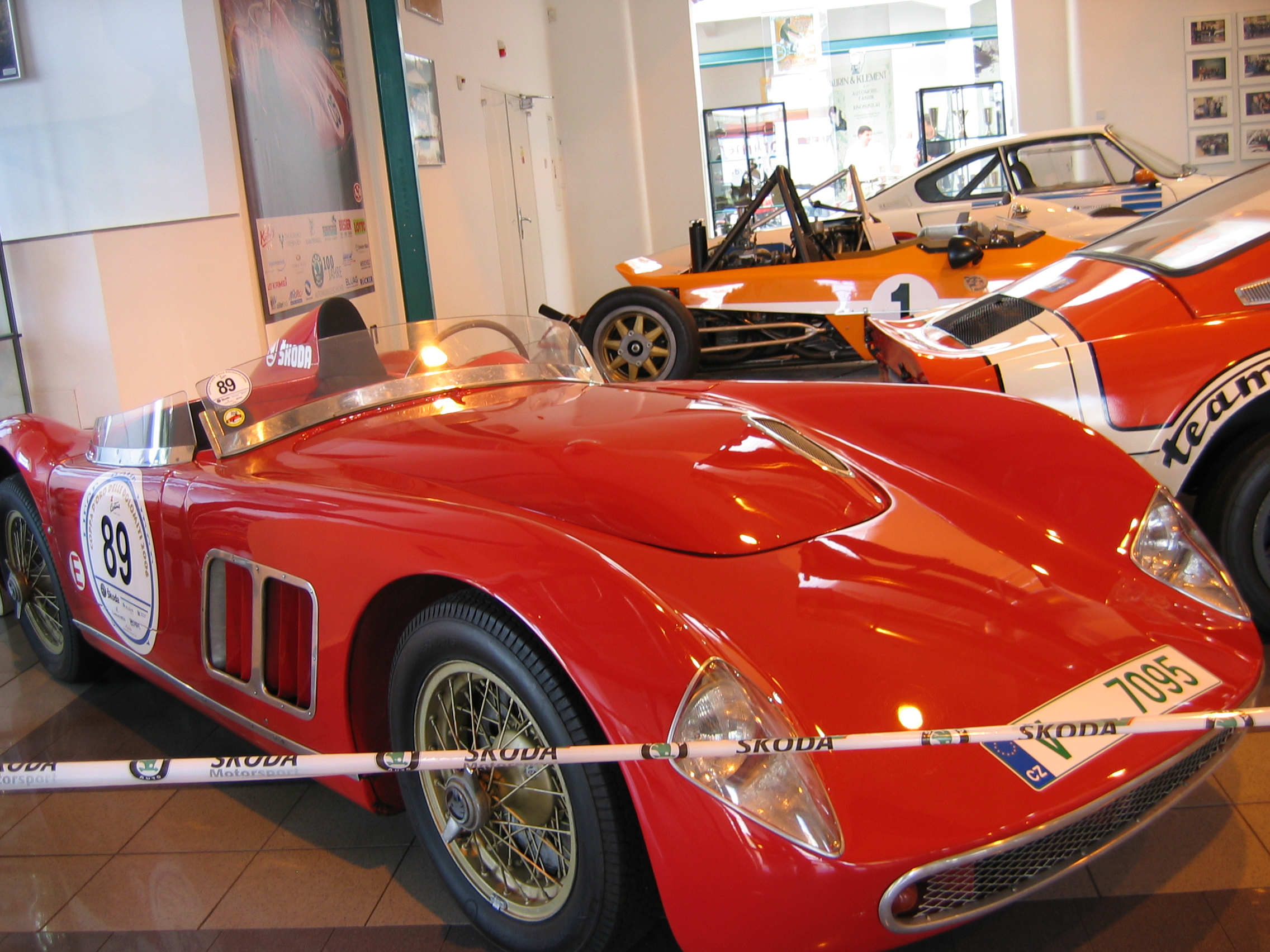
Škoda 1100 OHC

## Otros museos
Un pequeño museo Škoda existe en Glamsbjerg, Dinamarca, en tanto en Stiebritz, Turingia, hay un museo de vehículos Škoda, el cual fue inaugurado en 2005 como «Museo Alemán de Skoda» con algunas piezas únicas en el mundo.